# Charles-Melchior Descourtis
Charles-Melchior Descourtis, né en 1752 à Paris où il est mort le 28 décembre 1819, est un graveur français, spécialiste de la gravure en couleurs.

## Biographie
Né en 1753 à Paris, Charles-Melchior Descourtis est un élève de Janinet, et un contemporain du graveur Antoine Carrée.
Il a gravé de très jolies choses dans le genre de son maitre, surmontant, comme lui, bien des difficultés que présente cette manière de fondre les couleurs, au moyen de quatre planches. 
Il a exécuté des vues de Paris d’après Demachy, des sujets galants et villageois d’après Schall et d’après Taunay, qui sont dans le ton d’avant 1789. On trouve également son nom sur plusieurs pièces révolutionnaires : Le jeune Darruder, d’après Swebach ; Joseph Agricola Vialla, d’après Swebach ; Séance du Corps législatif à l’Orangerie de Saint-Cloud et journée libératrice du 18 brumaire an VIII, in-f°, à Paris, chez Descourtis, rue des Grands-Degrés. Composition de vingt-quatre figures à expressions mélodramatiques, exécutées au lavis.
Il a gravé avec succès, dans la manière de son maitre, plusieurs vues d’Italie et de Suisse.
« Son dessin est correct, son travail de planches soigné, sa couleur généralement harmonieuse. »

## Galerie

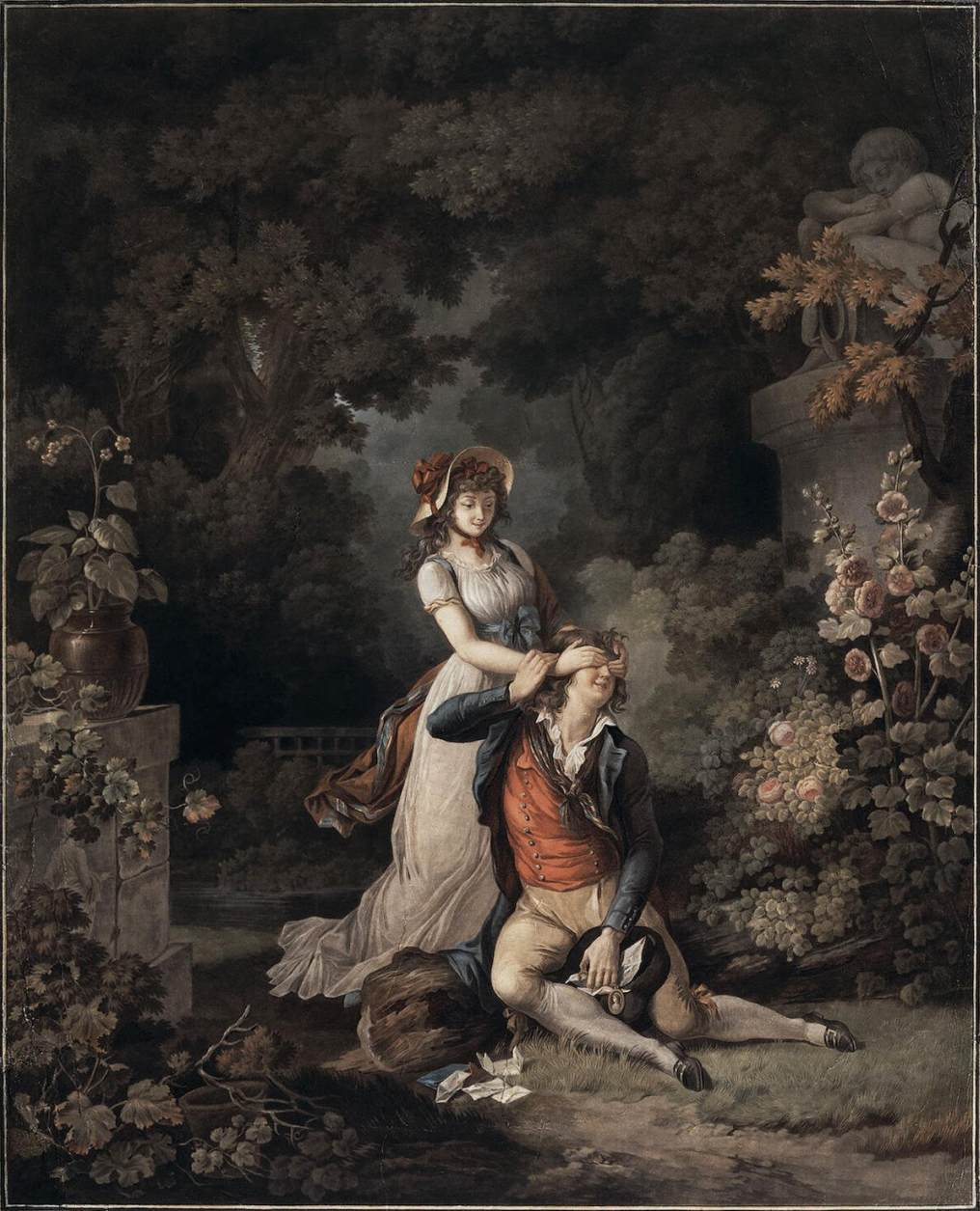
L’Amant surpris.
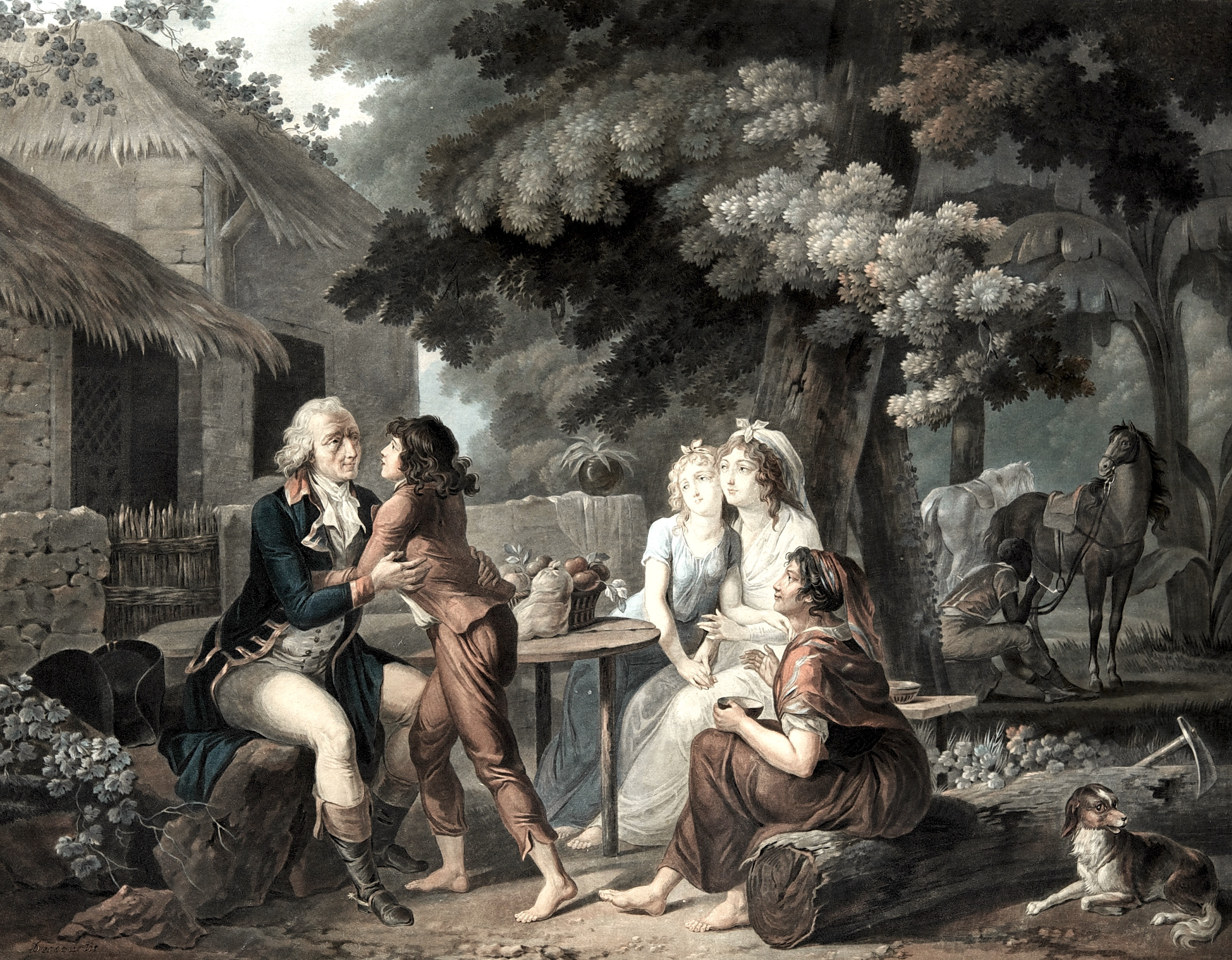
La Visite du gouverneur.
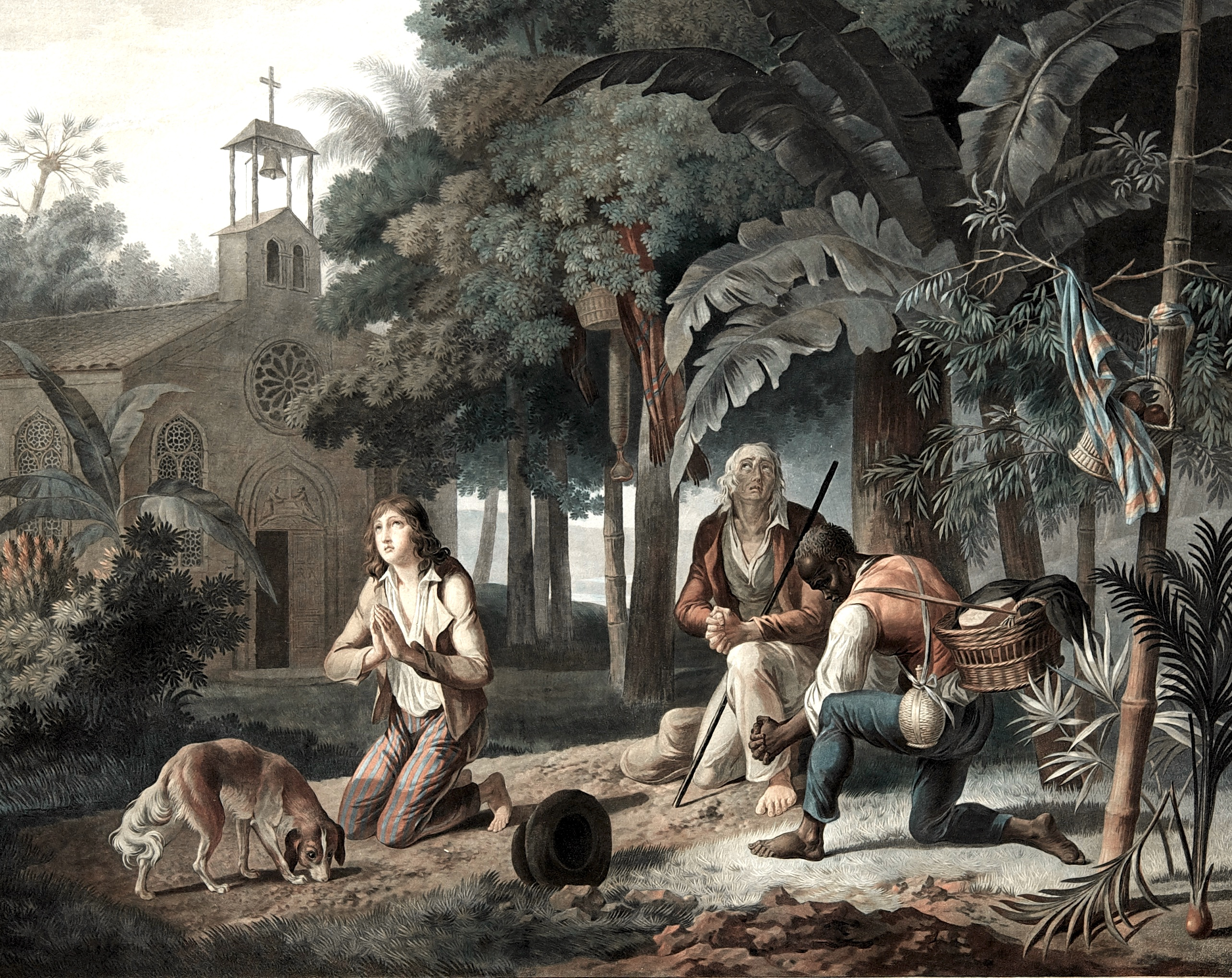
Paul priant sur la tombe de Virginie.
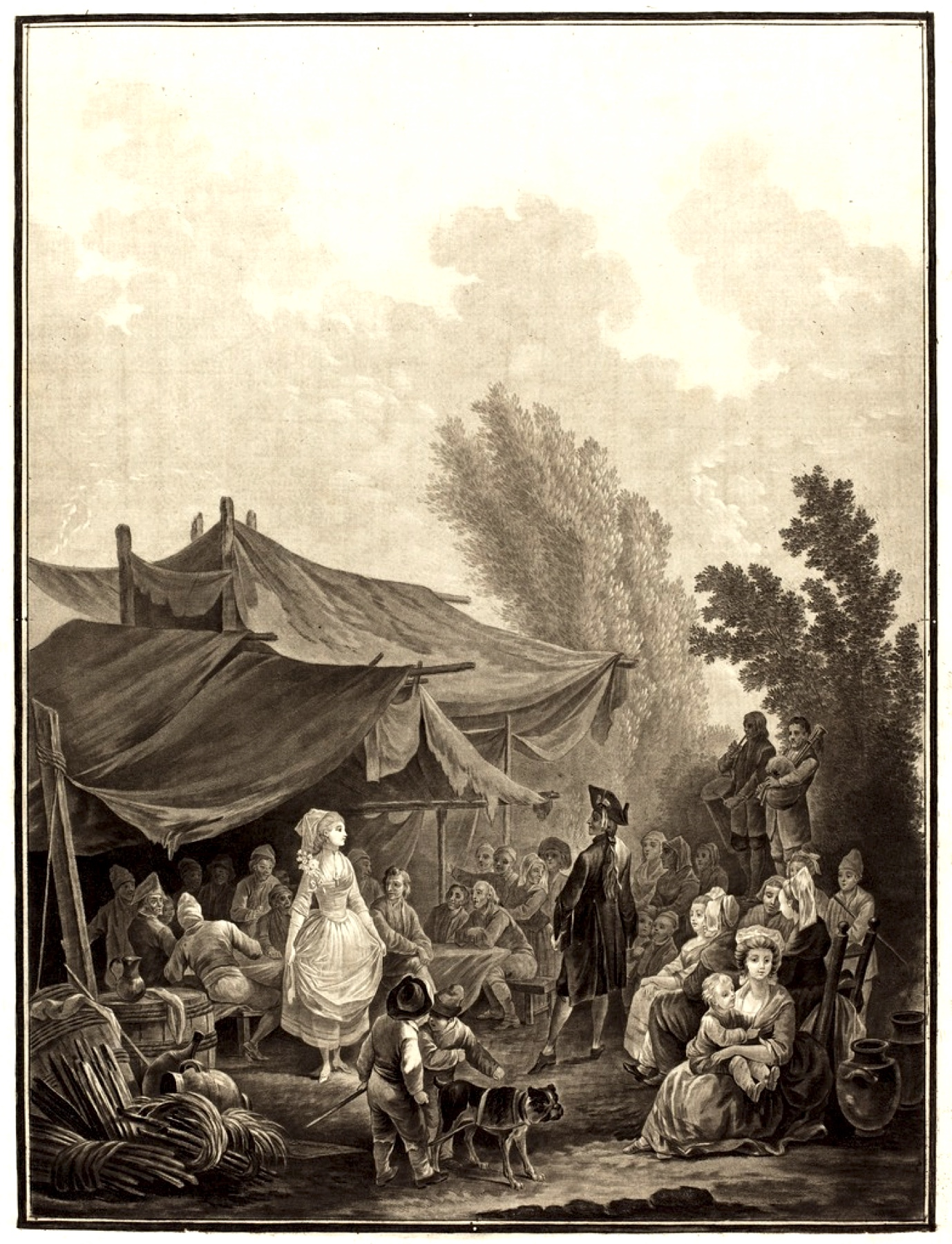
Noces de village.
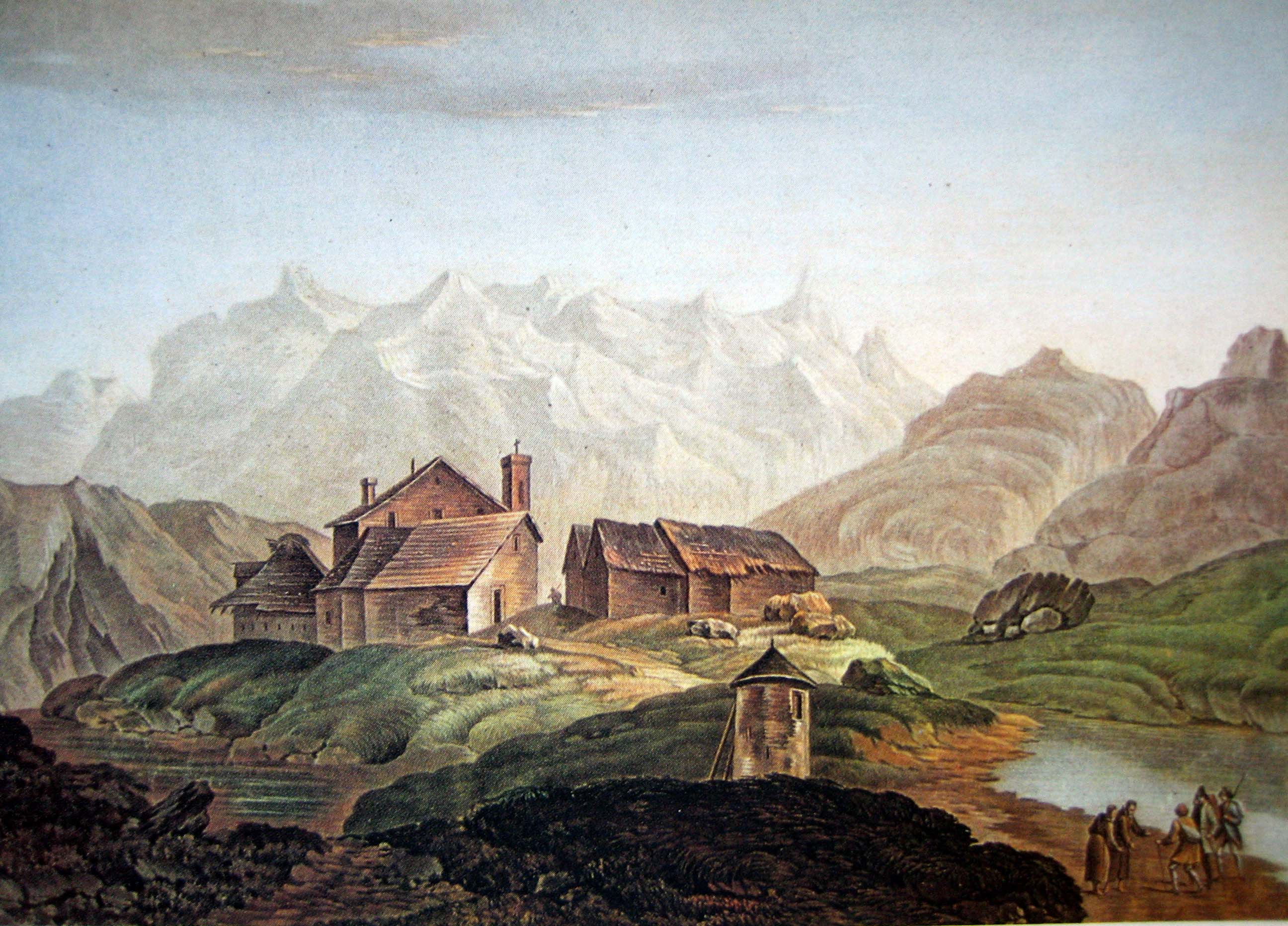
L’Hospice du Gothard.

## Œuvres

### Collections publiques
- Quais à Paris, estampe d’après Pierre-Antoine Demachy, 4e quart XVIIIe siècle, Dole ; musée des beaux-arts.
- Paul et Virginie : grâce de l’esclave, estampe d’après Jean-Frédéric Schall, Saint-Gilles-les-Hauts ; musée historique de Villèle, 4e quart XVIIIe siècle.
- Paul et Virginie : Paul priant sur la tombe de Virginie, estampe d’après Jean-Frédéric Schall, Saint-Gilles-les-Hauts ; musée historique de Villèle, 4e quart XVIIIe siècle.
- Paul et Virginie : mort de Virginie, estampe d’après Jean-Frédéric Schall, Saint-Gilles-les-Hauts ; musée historique de Villèle, 4e quart XVIIIe siècle.
- Paul et Virginie : la visite du gouverneur, estampe d’après Jean-Frédéric Schall, Saint-Gilles-les-Hauts ; musée historique de Villèle, 4e quart XVIIIe siècle.
- Paul et Virginie : les retrouvailles, estampe d’après Jean-Frédéric Schall, Saint-Gilles-les-Hauts ; musée historique de Villèle, 4e quart XVIIIe siècle.
- La Rixe, estampe d’après Nicolas Antoine Taunay, Dole ; musée des beaux-arts, 4e quart XVIIIe siècle.

### Autres
- Foire de village, estampe d’après Launay. gr. in-fol.
- Vue de la Porte St. Bernard, prise venant de l’hôpital, estampe d’après Demachy. gr. in-fol. en t.
- Deux vues des environs de Rome, estampe d’après Demachy, in-4° en rond.
- Deux vues des Tuileries, l’une du côté du château, l’autre du côté du pont-tournant, estampe d’après Demachy, in-4° en rond.